# Örskär (vid Utö, Korpo)
För andra betydelser, se Örskär (olika betydelser).
Örskär är en ö i Finland.   Den ligger i kommunen Pargas i landskapet Egentliga Finland, i den sydvästra delen av landet, 200 km väster om huvudstaden Helsingfors.